# Jean-Louis Lima
Jean-Louis Lima est un footballeur français né le 26 août 1967 à Asnières (Hauts-de-Seine).

## Biographie
Révélé au Matra Racing, il joue au poste d'attaquant au FC Nantes. Il porte le maillot jaune et vert aux côtés de joueurs tels que Maxime Bossis, Paul Le Guen, Marcel Desailly, Christian Karembeu, Patrice Loko, Claude Makelele.   
International Espoirs de 1989 a 1990, il porte le maillot tricolore aux côtés de joueurs tels que Alain Roche, Christophe Galtier, Youri Djorkaeff, Bixente Lizarazu, Jean-Luc Dogon. En 1989 il remporte le Tournoi de Toulon avec les Bleuets et fini meilleur buteur exaequo. Il est élu « joueur le plus élégant ». 
Il est finaliste de la Coupe de France avec les Canaris en 1993. 
Il poursuit sa carrière au Stade lavallois ou il est demi-finaliste de la Coupe de France en 1997.  
Il termine sa carrière de joueur professionnel à Louhans-Cuiseaux, où il est délégué syndical de l'UNFP pour la saison 1999-2000.  
Ancien superviseur et monteur vidéos pour le SCO d'Angers, il a suivi Jean-Louis Garcia au RC Lens.

## Carrière de joueur
- avant 1984 : Asnières
- 1984-1989 : Matra Racing de Paris
- 1989-1990 : Racing Paris 1
- 1990-1994 : FC Nantes
- 1994-1997 : Stade lavallois
- 1997-2000 : CS Louhans-Cuiseaux[3]

## Palmarès

### En club
- Champion de France de National en 1999 avec le CS Louhans-Cuiseaux
- Finaliste de la Coupe de France en 1993 avec le FC Nantes

### En sélection
- International Espoirs en 1989 (7 sélections, 3 buts)
- Vainqueur du Tournoi de Toulon en 1989